# Hans-Joachim Kraus
Hans-Joachim Kraus (* 17. Dezember 1918 in Essen; † 14. November 2000 ebenda) war ein deutscher reformierter Theologe. Er wurde durch seine historischen Arbeiten zur historisch-kritischen Bibelwissenschaft und sein Engagement im jüdisch-christlichen Dialog bekannt.

## Leben
In Essen-Schonnebeck geboren und während der in Barmen stattfindenden Bekenntnissynoden konfirmiert, war Kraus früh durch die Theologie der Bekennenden Kirche geprägt. Kraus war in der Barmer Gemeinde unter dem bekennenden NS-Gegner Karl Immer in der Jugendarbeit aktiv und betreute in seinem Schülerbibelkreis unter anderem den späteren Bundespräsidenten der Bundesrepublik Deutschland Johannes Rau.
Kraus studierte Evangelische Theologie an der Universität Halle (besonders bei Julius Schniewind und Ernst Wolf) sowie an der Universität Jena bei Gerhard von Rad. Nach dem Vikariat in Lieberhausen und der Promotion zum Dr. theol. bei Gustav Hölscher und Martin Noth in Heidelberg arbeitete er an der Kirchlichen Hochschule Wuppertal als Assistent bei Hans Walter Wolff. Als Assistent von Martin Noth habilitierte er sich 1948 an der Universität Bonn, wo ihm 1951 eine außerordentliche Professur übertragen wurde. 1954 wurde Kraus Professor für Altes Testament an der neu errichteten Evangelisch-Theologischen Fakultät der Universität Hamburg. Von dort wechselte er 1968 an die Georg-August-Universität Göttingen, wo er bis zu seiner Emeritierung 1984 den Lehrstuhl für Reformierte Theologie innehatte.

## Werk und Wirkung
Kraus war von seiner Prägung und seiner theologischen Profession her ein Grenzgänger: alttestamentlicher Systematiker, biblisch-systematisch orientierter Alttestamentler, Historiker der alttestamentlichen Bibelwissenschaft. Zu einem Standardwerk wurde sein ausführlicher, 1960 erstmals veröffentlichter, bis zur 7. Auflage 2003 mehrfach überarbeiteter Kommentar zum Buch der Psalmen, den er 1979 um einen Band zur Theologie der Psalmen ergänzte. In seinen systematischen Arbeiten verband er Ansätze der Theologie Karl Barths mit Erkenntnissen der alttestamentlichen Wissenschaft.
Seine theologische Positionierung und seine Funktion als Moderator des Reformierten Bundes (von 1982 bis 1990) führten zu seinem öffentlichen Engagement: Kraus engagierte sich für die Aussöhnung zwischen Juden und Christen und begründete 1961 mit anderen christlichen Theologen und dem Rabbiner Robert Raphael Geis die Arbeitsgemeinschaft Juden und Christen (AGJC) beim Deutschen Evangelischen Kirchentag in Berlin. Kraus war erster Vorsitzender der AGJC.
In den 1980er Jahren bezog Kraus vom christlichen Bekenntnis her Stellung gegen die Nachrüstung und die angebliche Notwendigkeit eines kriegerischen „Sicherheitssystems“. Unter seiner Ägide veröffentlichte 1982 der Reformierte Bund die Erklärung „Das Bekenntnis zu Jesus Christus und die Friedensverantwortung der Kirche“. Darin heißt es: „Jesus Christus ist unser Friede… Sein Friede, den die Welt nicht geben, nicht sichern oder zerstören kann, befreit und verpflichtet dazu, für den Frieden unter den Menschen zu beten, zu denken und zu arbeiten… Die Friedensfrage ist eine Bekenntnisfrage.“ (aus These I).
Hans-Joachim Kraus starb Ende 2000. Er wurde auf dem reformierten Friedhof in Barmen-Gemarke beigesetzt.

## Schriften (Auswahl)
- Geschichte der historisch-kritischen Erforschung des AT. Neukirchen 1956, 41988.
- Psalmen (BKAT XV) Teilbände 1/2: Psalmenkommentar, Teilband 3: Theologie der Psalmen. Neukirchen-Vluyn: Neukirchener. 1. Aufl. 1960 (7. Aufl. 2003).
- Die Biblische Theologie. Ihre Geschichte und Problematik. Neukirchener, Neukirchen-Vluyn 1970.
- Biblisch-theologische Aufsätze. Neukirchener, Neukirchen-Vluyn 1972, ISBN 3-7887-0348-2.
- Reich Gottes: Reich der Freiheit. Grundriß systematischer Theologie. Neukirchener, Neukirchen-Vluyn 1975, ISBN 3-7887-0441-1.
- Theologische Religionskritik. Neukirchener, Neukirchen-Vluyn 1982.
- Systematische Theologie im Kontext biblischer Geschichte und Eschatologie. Neukirchen-Vluyn 1983.
- Heiliger Geist, Gottes befreiende Gegenwart. München 1986.
- Rückkehr zu Israel. Beiträge zum christlich-jüdischen Dialog. Neukirchener, Neukirchen-Vluyn 1991, ISBN 3-7887-1356-9.